# Axel Toupane
Axel Toupane (n. 23 iulie 1992, Mulhouse, Franța) este un baschetbalist francez care joacă în prezent la Metropolitans 92 din LNB Pro A. Cu o înălțime de 2,01 metri, joacă poziția de gardian. Tatăl său este antrenorul și jucătorul de baschet Jean-Aimé Toupane.
Axel Toupane a absolvit Universitatea Luigi Bocconi, HEC Paris și Emlyon Business School.